# World Register of Marine Species
World Register of Marine Species (WoRMS; укр. «Світовий реєстр морських видів») — електронна база даних про таксони морських організмів. Підтримується Фламандським морським інститутом (Бельгія). Відкрита 2008 року; виникла на основі Європейського реєстру морських видів (ERMS) та кількох інших проєктів. Включає інформацію з численних інших баз даних.
Метою проєкту є створення авторитетного всеосяжного списку наукових назв морських організмів із інформацією про синоніми. База постійно доповнюється й уточнюється. За кожний таксон відповідають науковці, які на ньому спеціалізуються. Станом на 2015 рік у цій роботі беруть участь більше 250 редакторів із більш ніж 30 країн. Керівний комітет WoRMS так само є міжнародним. Роботою з підтримки проєкту, зокрема технічним обслуговуванням та зв'язками зі споживачами, займається спеціальна група з кількох працівників інституту.

## Вміст
За оцінкою директора Фламандського морського інституту Яна Меса (березень 2015), WoRMS включає майже всі назви, запропоновані науковцями всіх часів для морських організмів. 45% цих назв виявилися синонімами інших. Станом на жовтень 2015 в базі є дані про більш ніж 530 000 назв таксонів. 425 тисяч цих назв належать видам (чинними є 230 тисяч із них). Переважна більшість включених видів — тварини; усі інші (рослини, гриби, протисти, прокаріоти, віруси) разом складають близько 15%. Включено й сучасні, й вимерлі таксони. Деякі з них не є морськими, але близько з ними споріднені. 2014 року до бази додавали в середньому 4 нових для науки таксона на день. Кількість іще неописаних видів морських організмів оцінюють у 0,5—2 млн.
Для кожного виду WoRMS вказує щонайменше наукову назву (з автором і роком опису), систематичне положення і характеристику середовища існування (морське, солонуватоводне, прісноводне чи наземне). Також може бути зазначено синоніми, посилання на першоопис і типове місцезнаходження. Для деяких видів наведено й різноманітну іншу інформацію (назви різними мовами, зображення, дані про ареал, охоронний статус, спосіб життя, морфологію тощо).